# آلة روان

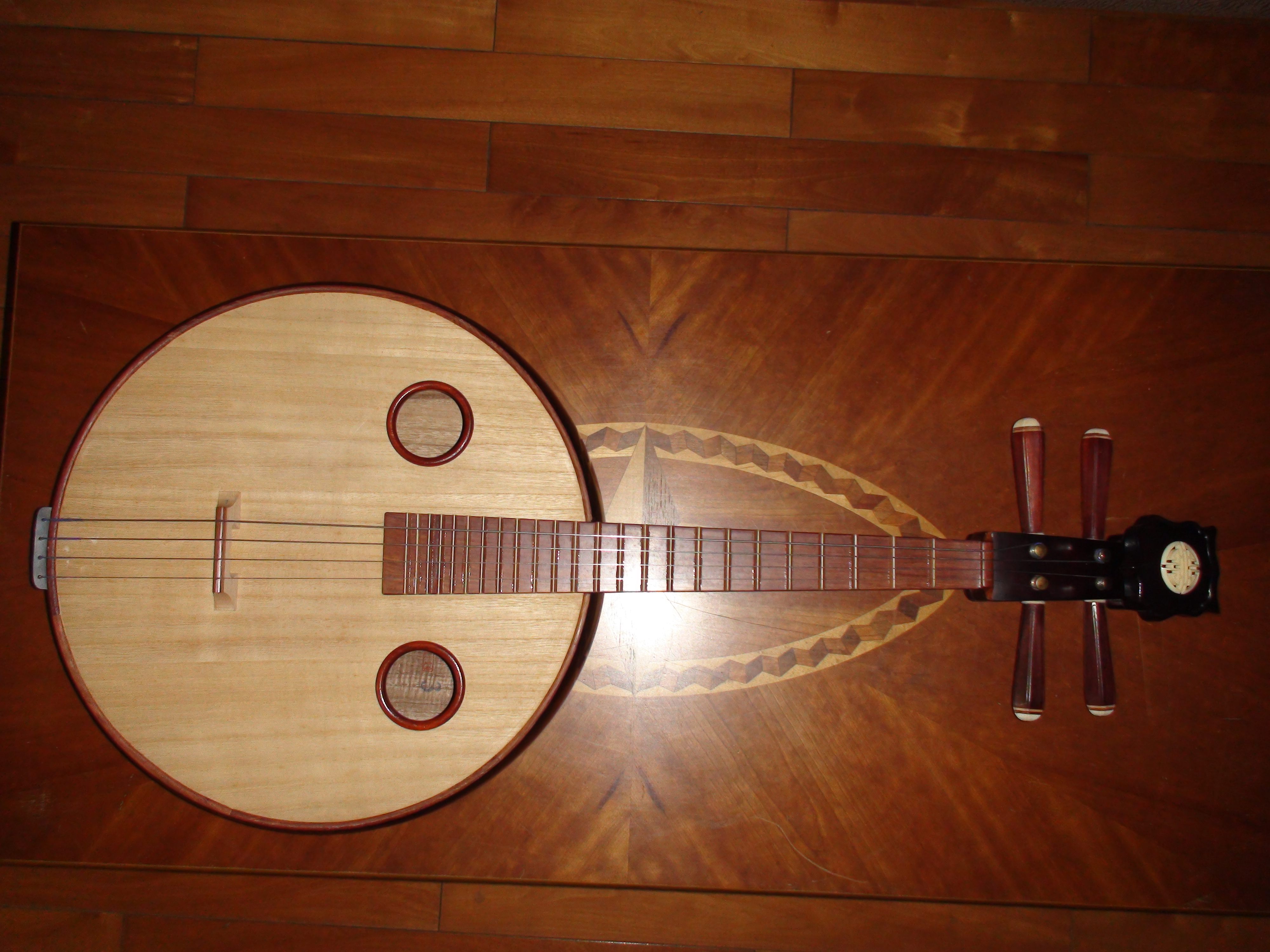

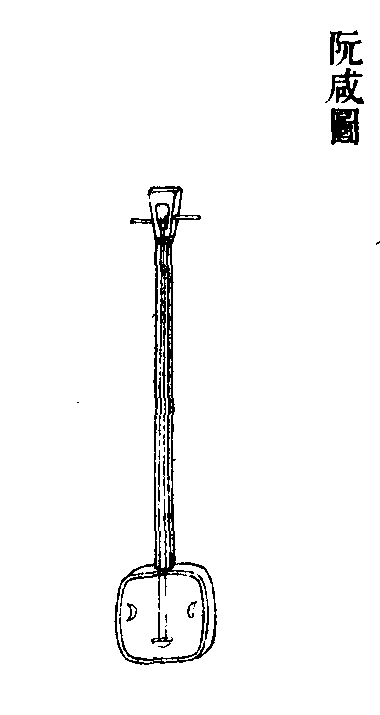

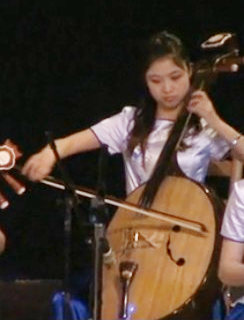

روان (阮 乐器) هي آلة موسيقية وترية نقرية صينية، كانت تسمى في الصين القديمة بآلة «تشين بي با». وفي حوالي القرن الثالث الميلادي كان هناك موسيقار اسمه «روان شيان» أتقن العزف على هذه الآلة، وأعجب الناس بعزفه كثيرا وبدأوا يسمون هذه الآلة ب«روان شيان». وفي أسرة سونغ الملكية قبل ألف سنة اختصر اسم الآلة من «روان شيان» إلى آلة «روان». شكلت آلة روان بسيط مكون من ثلاثة أجزاء وهي رأس الآلة وذراعها وجسمها. ومن المعتاد تزيين رأس الآلة بنحت التنين الصيني التقليدي أو الرسوم الفنية الأخرى، وجسمها صندوق صوت بشكل اسطواني. وتشبه آلة روان آلة بي با من حيث التكوين ومواد الصناعة وفن العزف.
وفي السنوات الأخيرة أدخل الموسيقيون إصلاحا وتطويرا على آلة روان حيث اخترعوا آلات عالية النغمات ومتوسطة النغمات ومتوسطة النغمات الثانية ومنخفضة النغمات.
وصوت آلة روان عالية النغمات واضح وجلي، ودائما تعزف اللحن الرئيسي في الأركسترا.
وصوت آلة روان المتوسطة النغمات ناعم ولطيف شاعري، ودائما تعزف اللحن الرئيسي أو الإضافي في عزف جماعي، ولها قوة تأثير خاصة.
وتشبه آلة روان الكبيرة الفيولونسيل الغربية، ودائما تتعاون مع آلة روان المتوسطة في عزف اللحن السيمفوني. وتناسب آلة روان الكبيرة إبراز اللحن العاطفي. وصوت آلة روان المنخفضة ثقيل ومنخفض، مثل كونترباص الغربية.